# Ra Miran
Ra Miran (hangul: 라미란, handzsa: 羅美蘭, RR: Ra Mi-ran; 1975. március 6.–) dél-koreai színésznő, televíziós személyiség. Pályafutását musicalszínésznőként kezdte, majd főképp filmes, televíziós karakterszínészként, mellékszerepeiben lett ismert.

## Filmográfia

### Filmek
| Év   | Cím                                  | Szerep                             | Hiv.   |
| ---- | ------------------------------------ | ---------------------------------- | ------ |
| 2005 | Lady Vengeance                       | O Szuhi (Oh Su-hee)                |        |
| 2006 | Forbidden Quest                      | egyik családanya                   |        |
| 2006 | A gazdatest                          | cameo                              |        |
| 2006 | Mission Sex Control                  | Unnjon (Un-nyeon)                  |        |
| 2007 | Bank Attack                          | Pong (Bong) asszony                |        |
| 2008 | Life Is Cool                         | cameo                              |        |
| 2008 | Crush and Blush                      | Csungnjo (Jung-nyeo) nagynénje     |        |
| 2008 | Portrait of a Beauty                 | nemesember felesége                |        |
| 2009 | Thirst                               | ápolónő                            |        |
| 2009 | Running Turtle                       | cameo                              |        |
| 2009 | Searching for the Elephant           | tanár                              |        |
| 2010 | Twilight Gangsters                   | cameo                              |        |
| 2010 | Enemy at the Dead End                | főnővér                            |        |
| 2010 | Hello Ghost                          | cameo                              |        |
| 2011 | Children...                          | cameo mint jósnő                   |        |
| 2011 | Late Blossom                         | ápolónő                            |        |
| 2011 | Dance Town                           | Ri Dzsongnim (Ri Jeong-rim)        |        |
| 2011 | Penny Pinchers                       | lakástulajdonos                    |        |
| 2012 | Dancing Queen                        | Mjonge (Myung-ae)                  |        |
| 2012 | The Beat Goes On                     | cameo                              |        |
| 2012 | Runway Cop                           | cameo                              |        |
| 2012 | Two Moons                            | Na Miran                           |        |
| 2012 | Horror Stories                       | anya                               |        |
| 2012 | The Traffickers                      | futár, cameo                       |        |
| 2012 | The Jackal is Coming                 | takarítónő                         |        |
| 2013 | South Bound                          | Ra Miran, cameo                    |        |
| 2013 | Very Ordinary Couple                 | Szon (Son) asszoby                 | [ 7 ]  |
| 2013 | The Spy: Undercover Operation        | Yakult                             | [ 8 ]  |
| 2013 | Act                                  | Cshö (Choi) doktornő, cameo        |        |
| 2013 | Hope                                 | Kvangsik (Gwang-sik) felesége      |        |
| 2013 | The Weight                           | incshon (incheon)i nő              |        |
| 2014 | Hot Young Bloods                     | Najong (Na-young)                  | [ 9 ]  |
| 2014 | My Love, My Bride                    | Nagyasszony                        | [ 10 ] |
| 2014 | Big Match                            | Jongho (Young-ho) felesége         | [ 11 ] |
| 2014 | Ode to My Father                     | Tokszu (Deoksu) apai nagynénje     | [ 12 ] |
| 2015 | Casa Amor: Exclusive for Ladies      | Om Szunok (Eum Soon-ok)            |        |
| 2015 | Wonderful Nightmare                  | Miszon (Mi-sun)                    | [ 13 ] |
| 2015 | The Himalayas                        | Cso Mjonge (Jo Myeong-ae)          |        |
| 2015 | The Tiger: An Old Hunter's Tale      | Cshilgu (Chil-goo) felesége        | [ 14 ] |
| 2016 | Seondal: The Man Who Sells the River | buddhista apáca                    | [ 15 ] |
| 2016 | The Last Princess                    | Pokszun (Bok-soon)                 | [ 16 ] |
| 2017 | Ordinary Person                      | Szong Dzsongszuk (Song Jeong-sook) | [ 17 ] |
| 2017 | The Mayor                            | Jang Dzsindzsu (Yang Jin-joo)      | [ 18 ] |
| 2018 | High Society                         | I Hvaran (Lee Hwa-ran)             | [ 19 ] |
| 2019 | A belém bújt briganti                | O Miszon (Oh Mi-seon)              | [ 20 ] |
| 2019 | Rendőrcsajok                         | Mijong (Mi-yeong)                  | [ 21 ] |
| 2020 | Egy őszinte politikus                |                                    | [ 22 ] |

### Televíziós sorozatok
| Év   | Cím                                     | Szerep                            | Csatorna | Hiv.   |
| ---- | --------------------------------------- | --------------------------------- | -------- | ------ |
| 2009 | Cinderella Man                          | Velvet Lee                        | MBC      |        |
| 2011 | The Duo                                 | Op Tungne (Eob Deuk-ne)           | MBC      |        |
| 2012 | Fashion King                            | Jonggol (Young-gul) alkalmazottja | SBS      |        |
| 2012 | The King 2 Hearts                       | cameo                             | MBC      |        |
| 2012 | I Like You                              | Jun Gongdzsa (Yoon Gong-ja)       | SBS      |        |
| 2013 | Jang Ok-jung, Living by Love            | Cso Szaszok (Jo Sa-seok) felesége | SBS      |        |
| 2013 | Rude Miss Young-ae (12. évad)           | Ra Miran                          | tvN      | [ 23 ] |
| 2013 | The Firstborn                           | Na Miszun (Na Mi-soon)            | jTBC     |        |
| 2013 | The Suspicious Housekeeper              | Jang Midzsa (Yang Mi-ja)          | SBS      |        |
| 2013 | Szangszokcsadul                         | Mjongszu (Myung-soo) anyja, cameo | SBS      |        |
| 2014 | Drama Special You're Pretty, Oh Man-bok | Nam Miszun (Nam Mi-soon)          | KBS2     | [ 24 ] |
| 2014 | Let's Eat                               | cameo, 16. rész                   | tvN      |        |
| 2014 | Rude Miss Young-ae (13. évad)           | Ra Miran                          | tvN      |        |
| 2014 | Steal Heart                             | Kkangszun (Kkang-soon)            | jTBC     |        |
| 2014 | Manjoi jone                             | Pek Nare (Baek Na-rae)            | tvN      |        |
| 2014 | The Idle Mermaid                        | Seblin                            | tvN      |        |
| 2014 | Blade Man                               | Elisa Park                        | KBS2     |        |
| 2015 | Rude Miss Young-Ae (14. évad)           | Ra Miran                          | tvN      |        |
| 2015 | Reply 1988                              | Ra Miran                          | tvN      |        |
| 2016 | Come Back Mister                        | Maya                              | SBS      | [ 25 ] |
| 2016 | The Gentlemen of Wolgyesu Tailor Shop   | Pok Szunnjo (Bok Sun-nyeo)        | KBS2     | [ 26 ] |
| 2016 | Rude Miss Young-Ae (15. évad)           | Ra Miran                          | tvN      |        |
| 2017 | Avengers Social Club                    | Hong Dohi (Hong Do-hee)           | tvN      | [ 27 ] |
| 2017 | Drama Special - Madame Jung's Last Week | Csong (Jeong) asszony             | KBS      | [ 28 ] |
| 2018 | Miracle That We Met                     | Cso Jonhva (Jo Yeon-hwa)          | KBS2     | [ 29 ] |